# Iga Grzywacka
Iga Grzywacka (ur. 4 maja 1992 w Piszu)  – polska aktorka teatralno-musicalowa, wokalistka.

## Życiorys

### Wykształcenie oraz działalność artystyczna
Urodziła i wychowała się w Piszu, w województwie warmińsko-mazurskim. Tam też uczęszczała do szkoły podstawowej i gimnazjum. W latach 2008–2011 była uczennicą VII Liceum Ogólnokształcącego w Zespole Szkół Ogólnokształcących nr 5 w Białymstoku (obecnie VII LO im. Nauczycieli Tajnego Nauczania) w klasie o profilu teatralnym, gdzie, oprócz przedmiotów obowiązkowych, miała zajęcia z przedmiotów dodatkowych, takich jak: interpretacja piosenki, elementy choreografii, podstawy wiedzy o muzyce oraz warsztaty teatralne. Zdolności wokalne szlifowała w Szkole Estradowej I i II Stopnia im. Anny German w Białymstoku. 16 czerwca 2011 roku wystąpiła w białostockiej restauracji Camelot podczas koncertu w ramach cyklicznej imprezy Vektor Muz organizowanej przez Szkołę Estradową. Mając 15 lat wzięła udział w drugiej edycji programu muzycznego Shibuya w telewizji Viva Polska, w którym zajęła 2. miejsce. Za namową swojej nauczycielki zgłosiła się do konkursu Miss Podlasia 2011. Zdobyła wtedy tytuł I Wicemiss Podlasia. Następnie, jako półfinalistka Miss Polski, reprezentowała na tym konkursie województwo podlaskie. Jako modelka wzięła udział w pokazie u znanej białostockiej projektantki mody Elwiry Horosz. W grudniu 2012 roku została współzałożycielką i wokalistką zespołu muzycznego Darline z Trójmiasta. W jego skład, poza Grzywacką, wchodzili: Piotr Augustynowicz – gitara, Igor Augustynowicz – perkusja oraz Tomasz Nowik – gitara basowa. Ich muzyka łączy wiele gatunków, w których można doszukać się rocka, bluesa, soulu czy jazzu. w 2013 roku, po kilku miesiącach istnienia, zespół zakończył swoją działalność. Tworzyli autorską muzykę z anglojęzycznymi tekstami (Hopes, Believe, Going to end of the day). Wykonywali również swoje wersje utworów z repertuaru Raya Charlesa czy brytyjskiej grupy Led Zeppelin. W 2013 roku dostali się na VII Festiwal Bluesowo-Rockowy im. Miry Kubasińskiej „Wielki Ogień” w Ostrowcu Świętokrzyskim. 28 lipca 2013 roku zespół wystąpił podczas Festiwalu Gdańsk Dźwiga Muzę. Artystka doskonale łączy zdolności wokalne z umiejętnościami interpretatorskimi, śpiewając utwory głosem, który charakteryzowany jest jako mezzosopran. W 2014 roku ukończyła Państwowe Policealne Studium Wokalno-Aktorskie im. Danuty Baduszkowej w Gdyni. Zagrała w dwóch przedstawieniach dyplomowych: Pamiętnik z powstania warszawskiego Mirona Białoszewskiego w reżyserii Jerzego Bielunasa i choreografii Macieja Florka oraz Poddani w reżyserii Elżbiety Mrozińskiej i Dariusza Siastacza. Tego samego roku wystąpiła w filmie krótkometrażowym pod tytułem Wydech w reżyserii Macieja Wiktora jako dziewczyna na molo. W latach 2011–2014 studiowała wokalistykę jazzową w Akademii Muzycznej im. Stanisława Moniuszki w Gdańsku. W teatrze zadebiutowała 25 października 2014 roku rolą Wachnikowej w musicalu Chłopi, w reżyserii Wojciecha Kościelaka, według epopei Władysława Reymonta. Spektakl ten był również emitowany na antenach TVP. Od 2015 roku jest aktorką Teatru Muzycznego im. Danuty Baduszkowej w Gdyni.

## Teatr
- przedstawienie dyplomowe: Pamiętnik z powstania warszawskiego, Miron Białoszewski, reż. Jerzy Bielunas
- przedstawienie dyplomowe: Poddani, reż. Elzbieta Mrozińska i Dariusz Siastacz
- debiut teatralny: Chłopi, Władysław Reymont, reż. Wojciech Kościelniak, emisja w Telewizji Polskiej, jako Wachnikowa
- Rewia filmowa, reż. Bernard Szyc
- Zły, na podst. powieści Leopolda Tyrmanda, reż. Wojciech Kościelniak
- Ghost, na podst. filmu Uwierz w ducha, reż. Tomasz Dutkiewicz
- Spamalot, na podst. musicalu Erica Idle’a, reż. Maciej Korwin
- Shrek, na podst. filmu animowanego Shrek, reż. Maciej Korwin
- Piotruś Pan, James Matthew Barrie, reż. Janusz Józefowicz, jako dorosła Wendy
- Skrzypek na dachu, Szolem Alejchem, reż. Jerzy Gruza, jako Cajtla
- Kiss me, Kate, na podst. musicalu Cole’a Portera, reż. Bernard Szyc, jako Lois Lane/Bianca Minola
- Brzechwa dla dzieci, na podst. twórczości Jana Brzechwy, reż. Bernard Szyc
- Wiedźmin, na podst. opowiadań Andrzeja Sapkowskiego, reż. i adaptacja Wojciech Kościelniak, jako Płotka

## Filmografia
- 2014: Wydech, reż. Maciej Wiktor, jako dziewczyna na molo

## Telewizja
- 2007: Shibuya, Viva Polska
- 2015: Chłopi, TVP

## Piosenki
- Hopes
- Believe
- Going to end of the day
- Brzydcy, z repertuaru Grażyny Łobaszewskiej

## Nagrody
- 2007: II miejsce w programie Shibuya
- 2011: I Wicemiss Podlasia